# Triáda (organizace)
Triády (čínsky 三合會 / 三合会 – Společnost triád / Společnost tří harmonií) je obecný název pro čínské zločinecké organizace. V médiích jsou často nazývány „čínskou mafií“. Působí zejména v Číně, na Tchaj-wanu, v Hongkongu, Macau a ve Vietnamu, ale působí i daleko od své původní oblasti, například již od 30. let 20. století ve Spojeném království. V samotné Číně působí asi 5 000 jednotlivých triád. Symbol triád je drak, který v čínské kultuře symbolizuje sílu a moudrost. Členové jednotlivých Triád mají smluvená poznávací znamení, jako například různá gesta.

## Velké triády
Velké triády jsou například:

### Hongkong
- Wo Hop To – asi 40 000 členů
- 14K – asi 25 000 členů
- Sun Yee On – asi 50 000 členů
- Tai Huen Chai

### Tchaj-wan
- Shi-Hai (Čtyři moře) – více než 10 000 členů
- Zhu lian (Bambusová unie) – cca 10 000 členů
- Tien Tao Meng

## Dějiny a činnost triád

### Nejstarší dějiny
Triády odvozují svůj původ od povstaleckých skupin loajálním k dynastii Ming, které od poloviny 17. století bojovaly proti nové dynastii Čching (ta nastoupila roku 1644). Je však otázkou, zda dnešní triády mají s těmito historickými skupinami nějaké spojení, nebo zda jde pouze o legendu, která má mimo jiné za účel získat podporu nacionalisticky laděných skupin jako IRA nebo ETA.

### Opium
Je však jisté, že rozmach triád nastal po roce 1772, kdy začali Britové pod vedení guvernéra Warrena Hastingse dovážet do Číny z Indie opium, které bylo v Číně už od roku 1729 zakázané. Z toho důvodů obchodovali Britové se zločineckými organizacemi, krytými zkorumpovanými čínskými úředníky. Mafiáni ho pak distribuovali až do čínských opiových pekel. Hlavním dovozním centrem byl přístav Kanton, který byl jako jediný otevřen pro Evropany. Když čínský císař roku 1800 zákaz ještě zpřísnil, předávalo se opium už na moři. Radikální nárůst konzumace opia (z ročního průměru 340 tun mezi lety 1811 až 1820 na 1 841 mezi roky 1829 až 1839) vedl čínskou vládu k pokusu účinně příliv opia zastavit. Toto protiopiové tažení vedlo k první opiové válce mezi Spojeným královstvím a Čínou, po níž museli Číňané odstoupit Hongkong a dalších pět přístavních měst, mezi nimi Šanghaj, otevřít pro cizince. Oficiálně však bylo opium dále zakázáno, protože si Britové chtěli ponechat zaběhnutou síť kupců z triád. V roce 1880 už se do Číny dováželo 6 500 tun opia, na nichž bylo závislých 20 miliónů lidí. Na konci 19. století však význam dovozu opia začal slábnout – jednak proto, že císař nařídil vyrábět opium v Číně (vlastní produkce tak byla asi 22 000 tun ročně, kdežto dováželo se už jen 3 500 tun), za druhé proto, že začaly přicházet do Číny nové drogy, například morfin a heroin. Triády se tak začaly specializovat na nová odvětví zločinu.

### Šanghaj
V Šanghaji působily především dvě triády – Červený gang, který obchodoval s Brity, a Zelený gang, který obchodoval s Francouzi. Jejich typickým prodejním artiklem byly tzv. protiopiové tablety – skládaly se z dvou uncí heroinu, půl unce strychninu, unce chininu, pěti uncí kofeinu, 48 uncí laktózy a deseti uncí cukru. Materiál na jejich výrobu dodávala i německá firma IG Farben, později neslavně proslulá výrobou Zyklonu B. V roce 1925, když zemřel šéf[zdroj⁠?!] Zeleného gangu Sunjatsen, spojily se tři největší šanghajské triády v organizace Kuomintang a zvolily za svého vůdce Čankajška.

### Šanghajský masakr
V únoru 1926 zorganizovala Komunistická strana Číny generální stávku v Šanghaji, aby tak protestovala proti vlivu zahraničních mocností v Číně. Zahraniční podporovatelé čekali, že Čankajšek zasáhne, ten se však přímého útoku zdráhal. Přitáhl tak s vojskem pouze před Šanghaj a otevřel svoje sklady zbraní příslušníkům triád. Ty rozpoutali ve městě masakr a během několika týdnů komunisty v podstatě vyhubili. Bez soudu bylo popraveno na 5 000 lidí. Čankajšek město obsadil a změnil zákaz opia ve státní monopol. Státu přinášel 40 miliónů dolarů ročně, ovšem již v roce 1928 byl na nátlak zahraničních mocností zrušen. Po druhé světové válce, během níž byla Šanghaj okupována Japonci, ovládli město komunisté a Čankajškova vláda nebyla obnovena. Triády byly nuceny přesunout výrobu drog do Zlatého trojúhelníku, především do Bangkoku.

### Aktivity v Evropě
Na začátku 20. století byly triády tak mocné, že byly schopné šířit svůj vliv do Evropy. Když byla v roce 1935 zavřena továrna na luxol (v níž se také tajně vyráběl heroin) v německém Elberfeldu (dnes součást Wuppertalu) a ve Vídni byl rozprášen gang židovských dealerů, začal zločinec Meyer Lansky dovážet heroin od triád, a to pro Evropu i Spojené státy americké. Hlavním distribučním přístavem byl Amsterdam.

## Jihovýchodní Asie
Po nuceném přesunu do jihovýchodní Asie se zde triády soustředily nejen na výrobci drog, ale na provozování a vývoz prostituce. Oporu měli i ve vietnamském císaři Bảo Đạiovi. Toho však stála podpora Francouzů ve Vietnamu trůn. Američané podporovali proticísařské síly v čele s premiérem Ngô Ðình Diệmem. Ve indočínské válce byl císař poražen a Francouzi se museli stáhnout. Švagr Diema, generál Nhu, se orientoval na Červený gang. Ten v Saigonu ovládl většinu výroben opia a nevěstinců a přesunul do Saigonu své centrum. Mimořádně silná korupce a vliv triád nicméně dále posilovaly komunistický Vietcong. Američané, kteří již dříve nechali Diema a Nhua popravit, se nyní neměli v zemi o koho opřít a sháněli nové protikomunistické vůdce. Volba padla na velitele letectva Nguyễna Cao Kỳa a jeho výkonného generála Nguyễna Ngọc Loana (ten během vietnamské války neslavně proslul zavražděním vojáka, podezřelého ze spolupráce s Vietcongem, přímo před kamerou). Loan ovládl čtyři ze šesti velkých saigonských triád. Heroin se poté pašoval za pomoci vietnamských vzdušných sil, podporovaných CIA. Během vietnamské války masivně prodávaly triády drogu americkým vojákům – v roce 1972 ji užívalo z 500 000 Američanů ve Vietnamu 100 000 pravidelně. 30. dubna 1975 Saigon padl a triády musely z Vietnamu uprchnout zpět do Thajska.